# Innsworth
Innsworth – osada i civil parish w Anglii, w Gloucestershire, w dystrykcie Tewkesbury. W 2011 roku civil parish liczyła 2468 mieszkańców.